# 矢崎秀一
矢崎 秀一（やざき ひでかず、1938年12月23日 - ）は、日本の裁判官。東京高等裁判所部総括判事を務めた。

## 略歴
長野県出身。長野県諏訪清陵高等学校を経て、東京大学法学部卒業。1964年東京地方家庭裁判所判事補。1967年福島地方家庭裁判所白河支部判事補・白河簡易裁判所判事。1970年東京地方家庭裁判所判事補・東京簡易裁判所判事。1972年法務大臣官房訟務部付検事。1976年東京地方裁判所判事。1978年札幌高等裁判所判事。1981年最高裁判所調査官（東京地方裁判所判事）。1983年東京地方裁判所判事。1984年東京地方裁判所部総括判事。1987年水戸地方家庭裁判所部総括判事。1992年東京高等裁判所判事。1995年札幌家庭裁判所長。1996年東京高等裁判所部総括判事。2003年定年退官。2004年情報公開審査会委員。2009年瑞宝重光章を叙勲。

## 主な担当訴訟
- 同性愛者に対する公共施設宿泊拒否への損害賠償容認